# Vasagatan, Stockholm

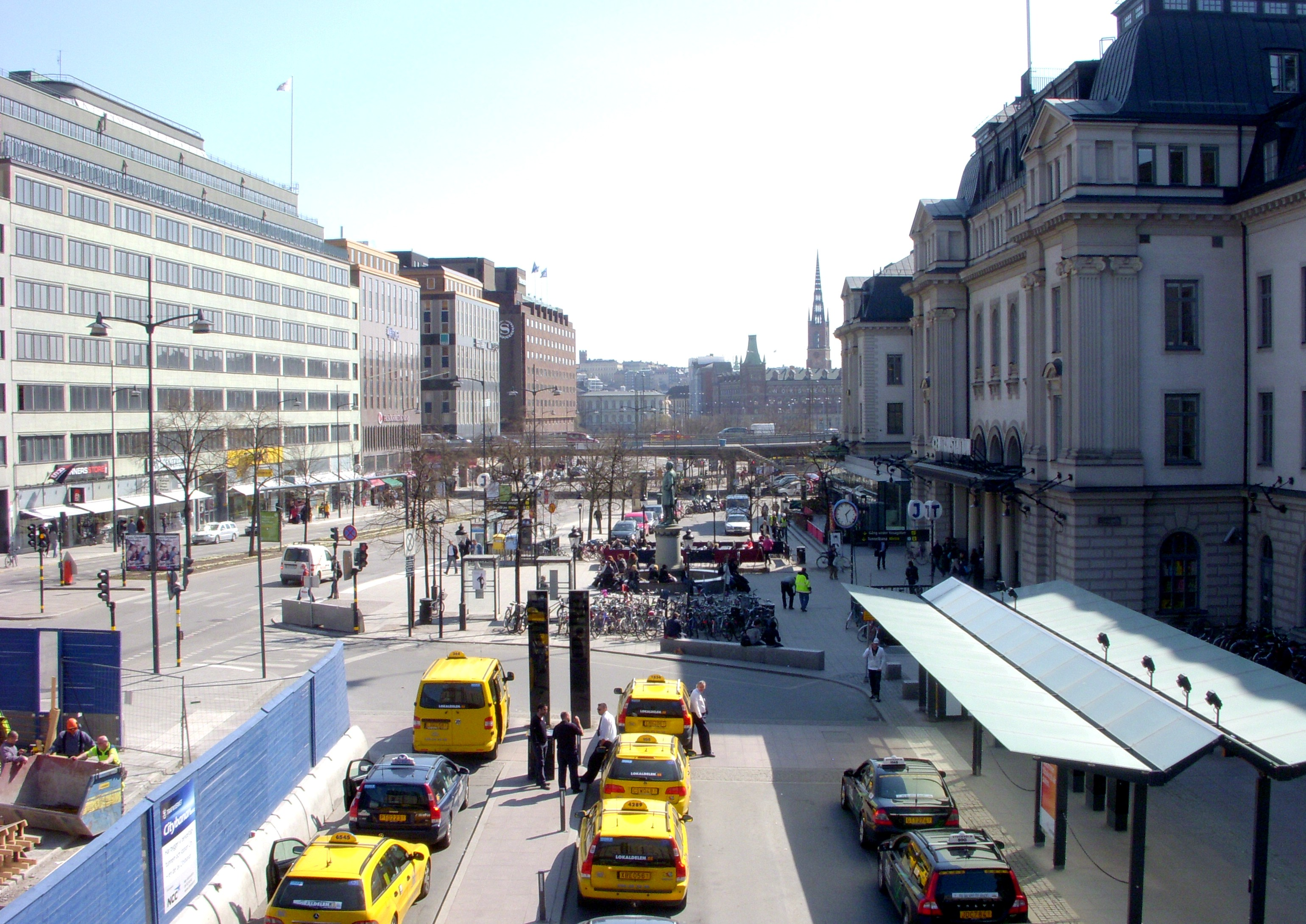
Vasagatan, vy mot syd från Klarabergsviadukten.

Vasagatan är en huvudgata i stadsdelen Norrmalm i Stockholm som sträcker sig nord-sydriktning mellan Tegelbacken i söder (där den övergår i Vasabron) och Norra Bantorget i norr. Vasagatan är ca 730 meter lång. Vid Vasagatan ligger bland annat Centralplan och Stockholms centralstation. Vasagatan övergår efter Norra Bantorget i Upplandsgatan.

## Historik

### Etymologi

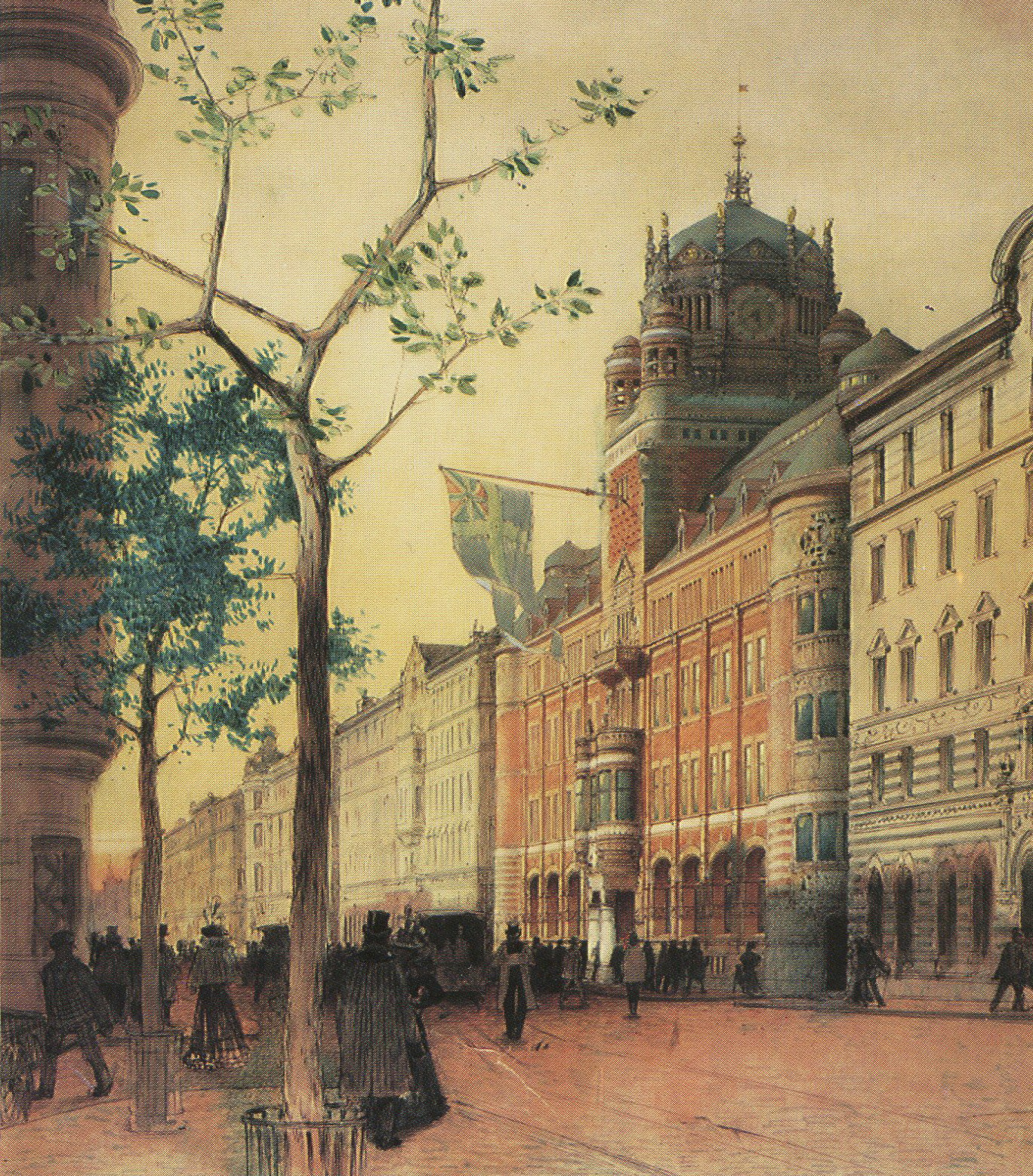
Ferdinand Bobergs illustration från 1905, Centralposthuset och Vasagatan mot norr.

Vasagatan fick sitt nuvarande namn vid den stora namnrevisionen 1885, där många av Stockholms gator döptes om. Innan dess hette gatan Clara Strandgatan.  Stora delar av Vasagatan har anlagds på utfyllnad av Klara Sjös strand. På 1640-talet var Vasagatans föregångare en kort gatstump på ca 150 meter längd från dagens  Klarabergsgatan och söderut, sedan vidtog Norrströms vattnet. 1654 kallas gatan Siögrenden, därefter fanns namn som Oxenstiernegränden och  Mejsters Gränd, efter handelsmannen Wilhelm Meister som på 1750 ägde mark vid nuvarande centralstation.  Från mitten av 1800-talet kallas gatan  Clara Strandgata, då beskrivs gatan som en smal och smutsig gränd med förfallna hus och sjöbodar.

### Planering
Vasagatan planlades på 1870-talet i samband med att Stockholms centralstation (invigd 1871) hade uppförts och skulle fungera som Stockholms entré för de resenärer som kom ut från centralstationen. Många pampiga byggnader uppfördes, bland andra Kungsbropalatset, Hotel Continental, SWB-huset, Centralposthuset (invigd 1903), ritat av Ferdinand Boberg och flera andra hotell. På 1930-talet uppfördes mitt emot Centralstationen Ivar Tengboms Esselte-huset som ersatte det äldre Centraltryckeriet. Gatan var under hundra år ansedd som lika storslagen som Strandvägen på Östermalm. Men i samband med Norrmalmsregleringen revs många historiska byggnader och delar av Vasagatan fick en helt annan karaktär då byggnader som Vasahuset, Sheraton och Pennfäktaren 11 restes.
I korsningen Vasagatan/Kungsgatan togs i januari 1925 Stockholms och Sveriges första trafiksignal i drift. En nyfiken skara människor hade samlats vid korsningen för att beskåda nyheten. Anläggningen, som bestod av fyra elektriska 2-skenslyktor (rött och grönt), styrdes av en polisman i gatukorsningen (läs mer: Stockholms trafiksignaler).

## Bilder då och nu

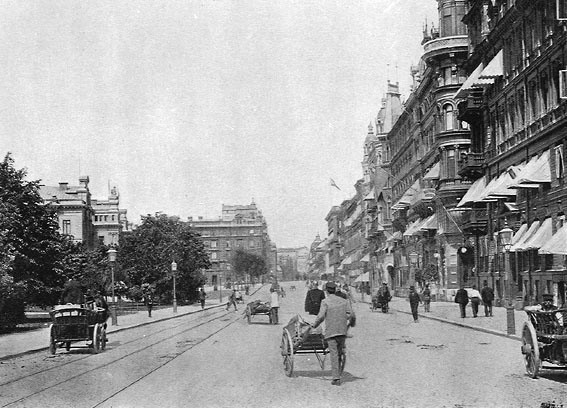
Vasagatan norrut ca 1900.
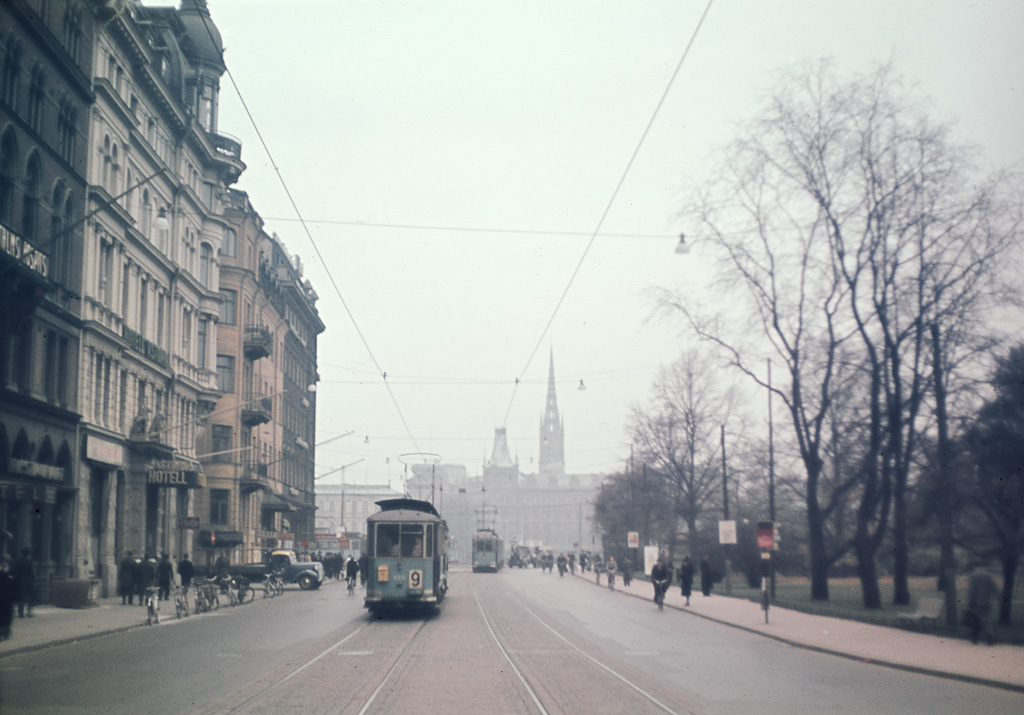
Vasagatan söderut år 1943.
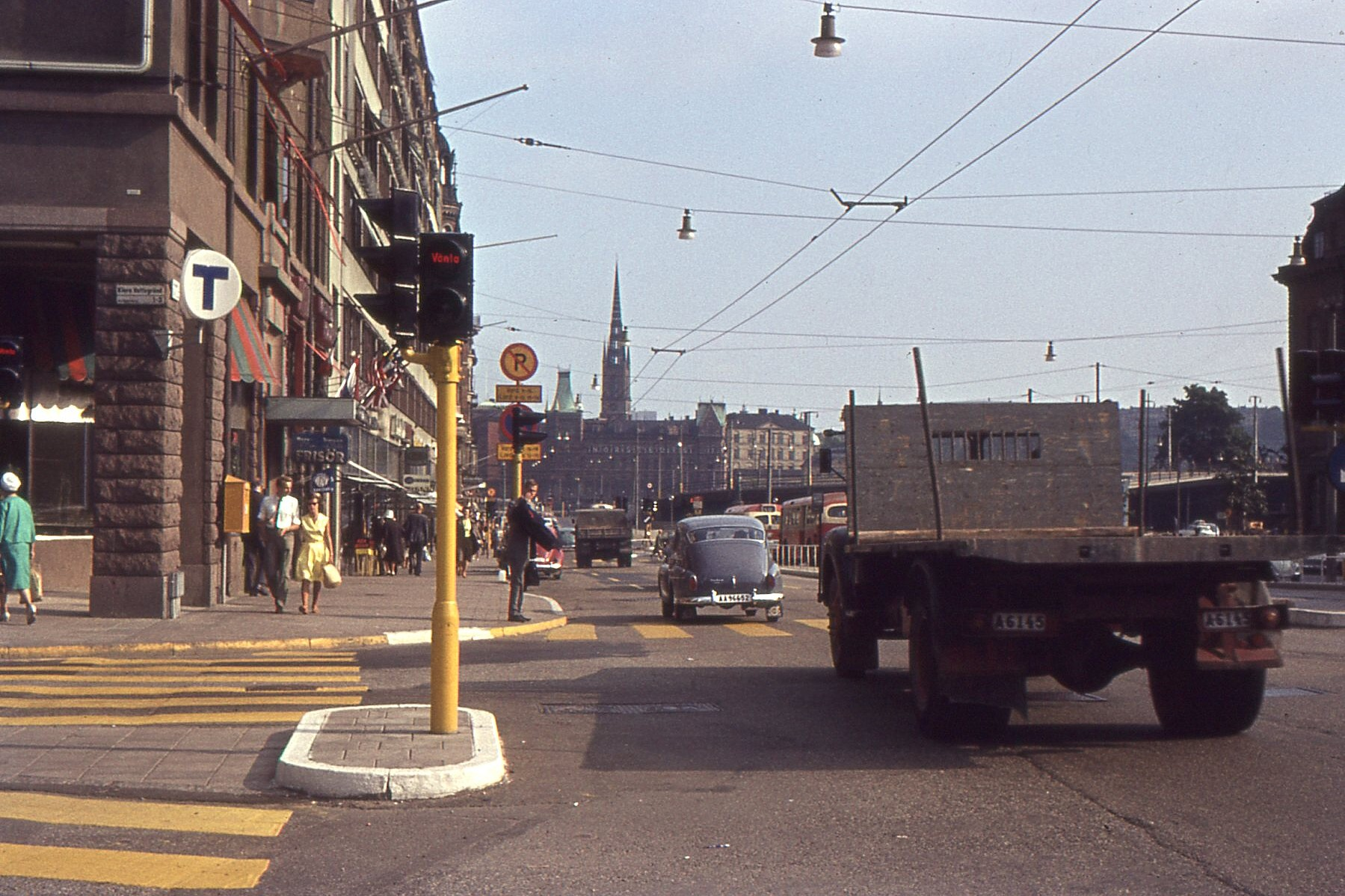
Vasagatan söderut år 1963.
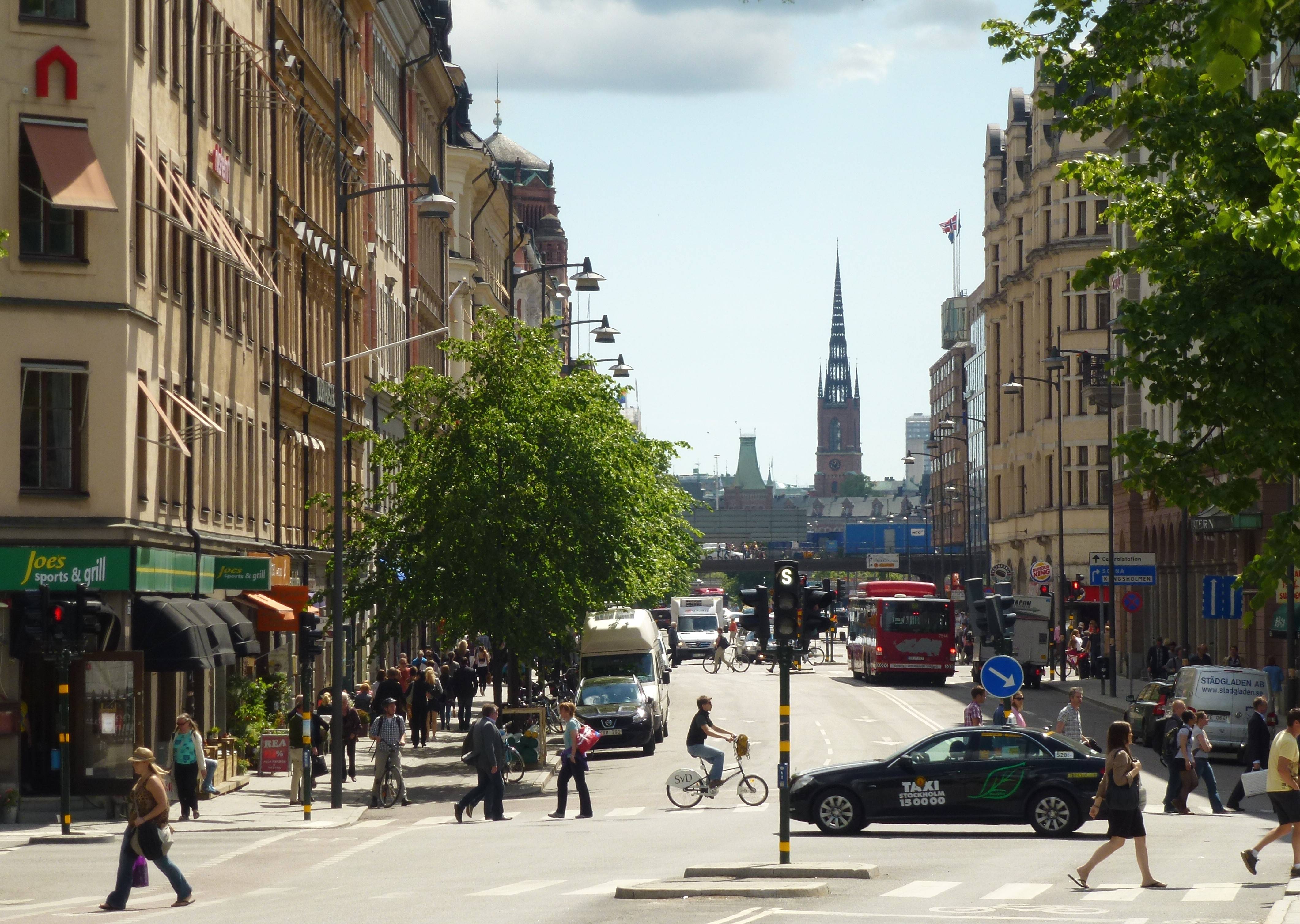
Vasagatan söderut från Norra Bantorget, 2012.

## Framtid

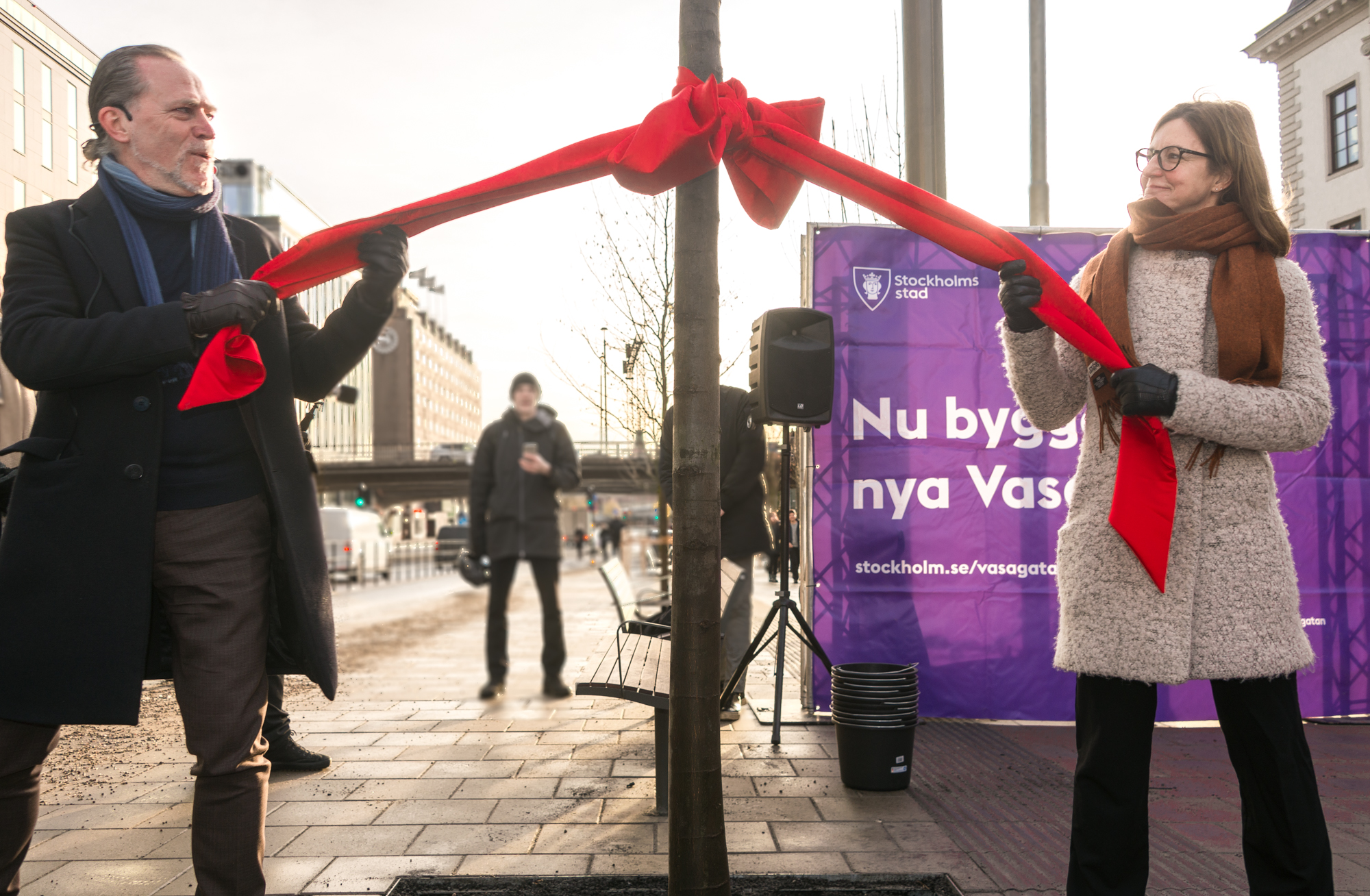
Daniel Helldén och Gunilla Glantz inviger trädplanteringen i december 2019.

Vasagatan är ett av Citys mest högtrafikerade gångstråk med 50 000 gående per dygn bara vid Mäster Samuelsgatan. Gatan har haft stor betydelse för staden ända sedan den byggdes och är lika aktuell och betydelsefull idag. Den utgör dessutom den första anblicken av Stockholm för alla ankommande resenärer via järnvägen, tillika många ankommande flygresenärer via buss och tåg.

### Projekt Nya Vasagatan
Stockholms stad har beslutat att bygga om Vasagatan från 2018 fram till 2022, plantera fler träd, och omvandla delar av körbanan till trottoarer och cykelbanor. De första 67 träden och nya sittplatserna som ska kanta Vasagatan och göra den mer välkomnande, grönare och tryggare invigdes av Trafikborgarrådet Daniel Helldén och trafikdirektören Gunilla Glantz den 4 december 2019. Den 3 juli 2020 skrevs ett kontrakt med Peab Anläggning som skulle bli ansvariga för de återstående projekten på Nya Vasagatan. 

## Byggnader och platser längs Vasagatan i urval
I byggnadernas husnummerordning:
| Bild | Artikelnamn                   | Vasagatan nr | Typ             | Kort beskrivning |
| ---- | ----------------------------- | ------------ | --------------- | --- |
|      | Järnvägsparken                | -            | Park            | Ursprungligen en grönskande park, anlagd på 1870-talet, idag består den av stenlagda ytor med enstaka träd och några bänkar i en bullrig miljö. En kakelmosaik, "Idealiserad park" av Olle Nyman, med trädmotiv skall påminna om den forna grönskan. Ombyggnad pågår (2012).                            |
|      | Sheraton, Stockholm           | 2-6          | Hotell          | Hotellet vid Tegelbacken ritades av AOS Arkitekter och uppfördes 1969-1971. Det var på sin tid det första Sheratonhotellet utanför USA. Hotellet har nio våningar plus takvåning. Fasaderna mot Vasagatan och Tegelbacken är klädda med brunröd, glaserat fasadchamotte.                                |
|      | Stockholms centralstation     | -            | Järnvägsstation | Stationshuset byggdes 1867-1871 och invigdes 15 juli 1871 samtidigt med sammanbindningsbanan, arkitekt var Järnvägsstyrelsens chefsarkitekt Adolf W. Edelsvärd. Byggnaden är uppförd i italiensk renässansstil.                                                                                         |
|      | Esselte-huset                 | 14-18        | Kontorshus      | Esselte-huset byggdes åren 1928-34 efter arkitekt Ivar Tengboms ritningar. Beställare var förlaget Esselte. Esselte-huset räknas till ett av funktionalismens huvudverk i Stockholm. |
|      | Hotel Continental             | 22           | Hotell          | I samband med Norrmalmsregleringen och tunnelbanans utbyggnad revs den äldre hotellbyggnaden och en ny uppfördes 1962, inredd av Carl-Axel Acking. Även denna revs (2013) i samband med bygget av Citybanan. Ett nytt hotell med entré till tunnelbane- och pendeltågsstation har uppförts på platsen.  |
|      | Royal Viking                  | 1            | Hotell          | Hotellet invigdes den 5 november 1984. Ursprungligen ägdes och drevs det av AB Trafikrestauranger som var ett dotterbolag till SJ. Idag ingår hotellet och dess 459 rum i kedjan Radisson Blu. |
|      | Centralposthuset              | 28-34        | Kontor          | Centralposthuset uppfördes 1898-1903 efter ritningar av Ferdinand Boberg (exteriör och posthallen) och Frans Gustaf Abraham Dahl (planlösning). Byggnaden invigdes under högtidliga former av konung Oscar II den 27 oktober 1903.                                                                      |
|      | Pennfäktaren 11               | 7            | Kontor          | Den åtta våningar höga kontors- och affärshuset restes 1976. Som byggherre stod Byggnadsstyrelsen. 2009 genomgick byggnaden en omfattande ombyggnad projekterad av Reflex Arkitekter. Den tidigare bärande betongfasaden ersattes med en öppnare i ett system av glaslådor och partier av sträckmetall. |
|      | Vasahuset, Stockholm          | 11-13        | Hotell, kontor  | Vasahuset uppfördes 1957-1960 med Lars-Erik Lallerstedt som arkitekt. Byggnaden kallas även i folkmun för Mercedes-Benzhuset beroende på den stora Mercedes-Benzskylten som satt på båda sidor av husets takpåbyggnad. Idag nyttjas större delen av Vasahuset av Nordic Light Hotel.                    |
|      | Kungsbropalatset              | 15-17        | Kontor          | Kungsbropalatset uppfördes tillsammans med Oscarsteatern 1905-07 för grosshandlaren Isaac Hirsch efter ritningar av teaterarkitekten Axel Anderberg. Byggnaden är byggnadsminnesmärkt. |
|      | Vasateatern/Lundbergska huset | 19-21        | Teater          | Vasateatern är en anrik privatteater som invigdes 1886 i det Lundbergska huset. Under Per Gerhards och Karl Gerhards tid nådde Vasan sina allra största framgångar. Sedan 2016 inryms även Scandic Grand Central i huset.                                                                               |